# غوستاف كارلسون
غوستاف كارلسون (بالسويدية: Gustaf Carlson)‏ (22 يوليو 1894 بستوكهولم في السويد - 12 أغسطس 1942 بستوكهولم في السويد) هو لاعب كرة قدم سويدي في مركز الدفاع، شارك في الألعاب الأولمبية الصيفية 1924. وشارك مع منتخب السويد لكرة القدم. أما مع النوادي، فقد لعب مع Mariebergs IK ‏.

## وصلات خارجية
- غوستاف كارلسون على موقع قاعدة بيانات كرة القدم.إي يو (الإنجليزية)
- غوستاف كارلسون على موقع ناشيونال فوتبول تيمز (الإنجليزية)
- غوستاف كارلسون على موقع عالم كرة القدم.نت (الإنجليزية)
- غوستاف كارلسون على موقع أوليمبيديا (الإنجليزية)
- غوستاف كارلسون على موقع اللجنة الأولمبية السويدية (السويدية)